# Olga Nikolajewna Scharkowa
Olga Nikolajewna Scharkowa (russisch Ольга Николаевна Жаркова; * 11. Januar 1979 in Moskau) ist eine russische Curlerin. Sie spielt auf der Position des Third und ist Mitglied des Moskvitch CC.
International erfolgreich war Scharkowa 1999, als sie an der Seite von Skip Nina Golowtschenko Silber bei der Welt-Juniorinnen-Challenge holte. Im Jahr 2001 wurde sie der Skip für die Europameisterschaft und belegte den siebten Platz. 2003 gewann sie die Goldmedaille bei der Winter-Universiade. Als Third gewann sie 2006 die Goldmedaille der Europameisterschaft neben Skip Ljudmila Priwiwkowa.

## Teammitglieder
- Nkeiruka Jesech (Third)
- Jana Nekrassowa (Second)
- Ljudmila Priwiwkowa (Skip)
- Jekaterina Galkina (Alternate)